# Diospyros neraudii
Diospyros neraudii är en tvåhjärtbladig växtart som beskrevs av A. Dc. Diospyros neraudii ingår i släktet Diospyros och familjen Ebenaceae. Inga underarter finns listade i Catalogue of Life.